# لورني سكوت
لورني سكوت هو سياسي كندي، ولد في 19 مايو 1947. حزبياً، نشط في Saskatchewan New Democratic Party ‏. وقد انتخب عضو المجلس التشريعي من ساسكاتشوان.